# Trichiurus
Trichiurus è un genere di pesci ossei marini appartenente alla famiglia Trichiuridae.

## Distribuzione e habitat
I membri del genere si incontrano in tutti gli oceani, specie nelle regioni tropicali e subtropicali. Trichiurus lepturus è presente ma rarissimo nel mar Mediterraneo.

## Specie
- Trichiurus auriga
- Trichiurus australis
- Trichiurus brevis
- Trichiurus gangeticus
- Trichiurus lepturus
- Trichiurus margarites
- Trichiurus nanhaiensis
- Trichiurus nickolensis
- Trichiurus russelli[1]